# Garett Bolles
Garett Bolles (geboren am 27. Mai 1992 in Walnut Creek, Kalifornien) ist ein US-amerikanischer American-Football-Spieler auf der Position des Offensive Tackles. Im College spielte er eine Saison lang für die Utah Utes in der NCAA Division I Football Bowl Subdivision. Seit 2017 spielt er in der National Football League (NFL) für die Denver Broncos, die ihn im NFL Draft 2017 als 20. Spieler auswählten.

## Frühe Jahre
Bolles wuchs in Lehi, Utah auf, wo er eine schwierige Kindheit mit Drogen, Alkohol und Gewalt durchlebte. Nachdem er seine Familie verlassen musste, wurde er adoptiert. Er wurde Mitglied in der Kirche Jesu Christi der Heiligen der Letzten Tage und unternahm nach der Highschool (Westlake High School in Saratoga Springs, Utah), an der er auf verschiedenen Positionen der Defense als auch Offense spielte, eine zweijährige Missionsreise in Colorado Springs statt einer College-Ausbildung. Diese Ereignisse, die Gründung einer eigenen Familie sowie die Geburt seines Sohnes Kingston änderten sein Leben von Grund auf.

## College
Nachdem er von seiner Missionsreise zurückgekehrt war, besuchte er Snow College, ein Community College in Ephraim, Utah, und spielte dort als Left Tackle zwei Jahre lang. Vor der Saison 2016 wurde er als Fünf-Sterne-Rekrut und als der beste Spieler des Landes auf einem Community College bewertet. Er bekam Angebote von fast allen großen Programmen wie Ohio State oder Alabama, dennoch entschied er sich für die Utah Utes der University of Utah College Football in der FBS zu spielen. In seiner einziges Saison mit den Utes spielte er in allen 13 Spielen auf Left Tackle. Nach der Saison entschied er sich, auf sein letztes Jahr der Spielberechtigung zu verzichten und sich für den NFL Draft anzumelden.

## NFL
Bolles wurde im NFL Draft 2017 in der ersten Runde an 20. Stelle von den Denver Broncos ausgewählt. Am 11. Mai 2017 unterzeichnete Bolles einen Vierjahresvertrag mit einer Teamoption für ein fünftes Jahr über insgesamt 11 Millionen Dollar mit einem Signing Bonus von 6,2 Millionen Dollar. 2017, 2018 und 2019 spielte er jeweils in allen 16 Spielen.
Nach dem zweiten Spiel der Saison 2019 wurde er deutlich vom damaligen General Manager John Elway kritisiert, dass er zu viele Strafen verursache und dem Team damit schaden würde.
Am 1. Mai 2020 lehnten die Broncos die Option für ein fünftes Jahr ab. Während der Saison verbesserte sich Bolles sehr stark, sodass er am 28. November 2020 eine Vertragsverlängerung über vier Jahre mit einem Gesamtvolumen von 68 Millionen US-Dollar unterschrieb. Nach der Saison wurde er für seine starken Leistungen in das Second-Team All-Pro gewählt.